# 4・25文化会館
4.25文化会館（4.25ぶんかかいかん、朝鮮語: 4.25문화회관/4.25文化會館）は、朝鮮民主主義人民共和国（北朝鮮）の平壌市牡丹峰区域にある劇場。1975年10月7日竣工。朝鮮人民軍協奏団が管理運営にあたっている。

## 概要
敷地面積12万4000平方メートル、延べ築面積8万平方メートル。7階建て規模の石造建造物で、公演施設としては北朝鮮最大である。内部は6000席規模の大劇場と1100席の劇場、600席の映画館と600あまりのもの部屋に構成されている。公演場の舞台では同時に500人が公演することができる。朝鮮人民軍協奏団などの公演場所として盛んに使われ、軍の各種集会の会場ともなる。 
竣工当時は2・8文化会館（朝鮮語: 2.8문화회관/2.8文化會館）と名付けられたが 1995年10月に4・25文化会館と改称された。これは1975年当時は1948年2月8日とされていた朝鮮人民軍の創建日が、1978年からは金日成が抗日遊撃隊を初めて結成した日とされる1932年4月25日に遡ったことが原因と推定されている。 
2007年10月2日に南北首脳会談のため平壌を訪問した韓国の盧武鉉大統領を金正日総書記が4・25文化会館で出迎えて歓迎行事が行われた。
2016年5月6日から9日までの4日間、北朝鮮の執権政党である朝鮮労働党が第7回党大会を実施した。